# Коефіцієнт обіговості основних засобів

## Коефіцієнт обіговості основних засобів (Fixed assets turnover)
Цей показник, званий також коефіцієнтом фондовіддачі, характеризує ефективність використання підприємством основних засобів. Чим вище значення коефіцієнту, тим ефективніше підприємство використовує основні засоби. Низький рівень фондовіддачі свідчить про недостатній обсяг продаж або про занадто високу величину капітальних вкладень. Слід зауважити, що даний коефіцієнт має сильно виражену галузеву специфіку. Крім того, значення цього показника багато в чому залежить від способів нарахування амортизації й практики оцінки вартості активів. Цілком можлива ситуація, при якій підприємство, що використовує зношені основні засоби, має коефіцієнт фондовіддачі більш високий, ніж модернізоване підприємство.
Коефіцієнт оборотності основних засобів (FAT) дорівнює відношенню сумарної виручки від реалізації продукції за рік до середньорічним значенням суми поза оборотних активів.
Розраховується за формулою:
FAT = Чистий обсяг продажів / Довгострокові активи
Згідно з міжнародними стандартами бізнес-планування  застосовується як один з фінансових показників ефективності бізнес-планів